# Фигейра-де-Каштелу-Родригу (район)
Фигейра-де-Каштелу-Родригу (порт. Figueira de Castelo Rodrigo) — район (фрегезия) в Португалии, входит в округ Гуарда. Является составной частью муниципалитета Фигейра-де-Каштелу-Родригу. По старому административному делению входил в провинцию Бейра-Алта. Входит в экономико-статистический субрегион Бейра-Интериор-Норте, который входит в Центральный регион. Население составляет 2253 человека на 2001 год. Занимает площадь 34,05 км².